# Serbonnes
Serbonnes é uma comuna francesa na região administrativa de Borgonha-Franco-Condado, no departamento de Yonne. Estende-se por uma área de 9,82 km². Em 2010 a comuna tinha 663 habitantes (densidade: 67,5 hab./km²).